# Sanctuaire Saint-Antoine de Katchatheevu
Pour les articles homonymes, voir sanctuaire Saint-Antoine.
Le sanctuaire Saint-Antoine (en tamoul : புனித அந்தோனியார் கோயில்) est un édifice religieux catholique sis sur l’île sri-lankaise de Katchatheevu, dans le détroit de Palk, entre l’Inde et le Sri Lanka. L’église a été construite en 1905 sur une île inhabitée, et dédiée à saint Antoine de Padoue — saint patron des marins — elle est devenue un lieu de pèlerinage fréquenté par les pêcheurs venus tant de la région indienne de Tamil Nadu que du Sri Lanka. Reconstruit dans les années 2010, le sanctuaire dépend du diocèse de Jaffna (en).

## Histoire
Au début du XXe siècle, un sanctuaire dédié à saint Antoine de Padoue est construit par un catholique du district indien de Ramnad, Seenikuppa padaiyatchi, sur l’ile de Katchatheevu dans le détroit de Palk, entre l’Inde et le Sri Lanka. L’ile est alors inhabitée, mais fréquentée par les pêcheurs tamouls, venant du Tamil Nadu en Inde ou de Ceylan (devenu aujourd’hui Sri Lanka). Inde comme Ceylan faisaient alors partie de l’empire colonial anglais. L’église est consacrée en 1905.
Au fil des temps l’église devient un lieu de pèlerinage à saint Antoine, patron protecteur des marins pêcheurs. À la frontière maritime entre l’Inde et le Sri Lanka, l’île avait un statut international spécial qui permettait aux pêcheurs des deux pays de la visiter sans passeport ou document officiel. Par ailleurs, l’absence d’eau potable y rend toute présence permanente humaine impossible. Le sanctuaire catholique est le seul édifice existant sur l’île de 115 hectares.
Lorsque la guerre civile éclata au Sri Lanka, il fut interdit (en 1982) aux pêcheurs du Tamil Nadu de visiter l’île, étant donné sa proximité de la zone d’intense conflit qu’était la presqu’île de Jaffna. Après 27 ans, l’autorisation fut de nouveau accordée et le festival annuel à saint Antoine fut de nouveau organisé.

## Nouveaux pèlerinages
En 2012, 3 768 pèlerins ont visité le sanctuaire : près de 150 bateaux de pêche, motorisés ou pas, amenèrent les pèlerins sur l’île, la plupart venant de Rameswaram, Thangatchimadam ou Mandapam.
Au-delà de son caractère religieux, le festival — qui dure trois jours — est l’occasion pour les Tamouls des deux pays de retrouver des traditions communes et renouveler les liens sociaux et familiaux qui datent de temps immémoriaux. Des prêtres des deux pays, Tamil Nadu et Sri Lanka, assistent les pèlerins. Le pèlerinage de 2012 avait tout particulièrement pour thème les retrouvailles des catholiques du Tamil Nadu et du diocèse de Jaffna (en) (Sri Lanka) après les années de conflit qui les séparèrent. 
L’ile se trouve sous le contrôle de la marine militaire sri-lankaise qui y assure l’électricité, le ravitaillement, l’eau, l’infrastructure avec le transport local et la sécurité des pèlerins. La situation y reste politiquement délicate : les pêcheurs du Tamoul ne peuvent avoir de drapeaux indiens sur leur bateau et lorsque la construction de la nouvelle église fut entreprise certains politiciens (au Tamil Nadu) soupçonnèrent l’armée de construire une « base navale ». Ce n’est que sur le tard que le gouvernement indien permit à une centaine de pèlerins du continent à participer à la consécration de la nouvelle église, le 23 décembre 2016.
Environ 4 500 personnes étaient attendues pour le festival de la mi-mars 2017. Les pèlerins ont été conduits par les évêques de Sivagangai (en) (Tamil Nadu, Inde) et Jaffna (Sri Lanka).